# Paléomastodonte
Palaeomastodon
Famille
Genre
Les paléomastodontes (genre Palaeomastodon) sont les premiers représentants connus des mastodontes au cours de l'évolution des proboscidiens. Ce genre est donc un ancêtre des éléphants actuels.

## Description

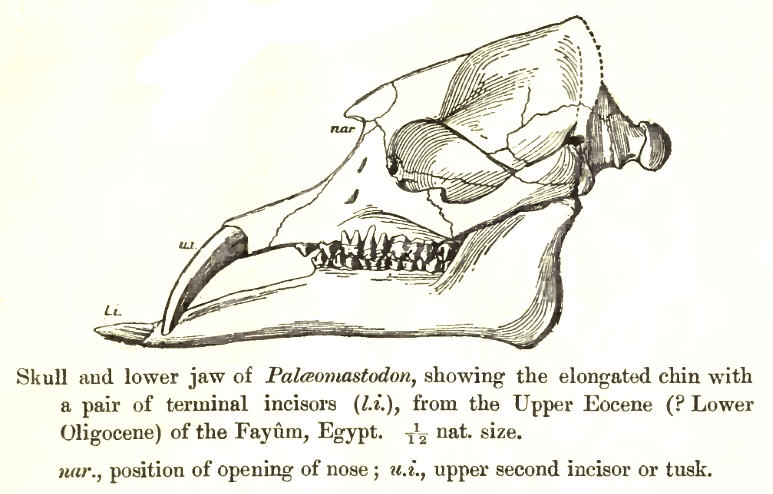
Tête de Palaeomastodon.

Il vivait en Afrique pendant l'Éocène et l’Oligocène inférieur, il y a donc environ 35 millions d'années. L'un de ses ancêtres était le Moeritherium qui vivait il y a 60 millions d'années. Comme le paléomastodonte, on l’a retrouvé dans l'oasis du Fayoum en Égypte. Il mesurait 1,5 m au garrot, 4 m de long pour environ 2 tonnes.
Le paléomastodonte avait déjà un nez allongé en forme de courte trompe au-dessus de la lèvre supérieure. Dans la mâchoire supérieure, et la mâchoire inférieure qui s’était allongée, les incisives devenues plus longues s’étaient développées en défenses, mais les défenses inférieures nettement dirigées vers le bas, servaient sans doute à arracher les plantes aquatiques de la terre des marécages.
Comme le Moeritherium, le paléomastodonte vivait lui aussi dans l'eau ou sur les bords marécageux des lacs et des fleuves, à la manière des hippopotames actuels.

## Liste des espèces

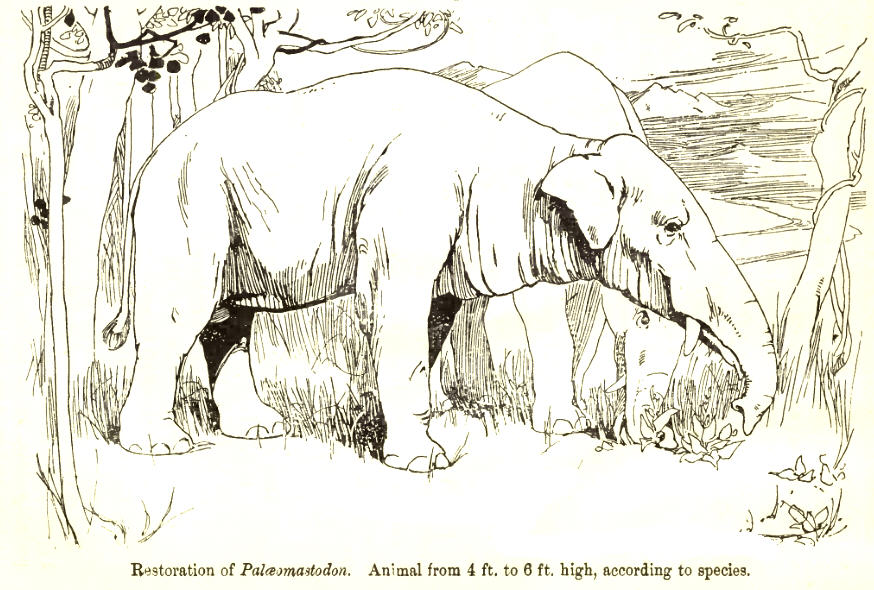
gravure d'un Paleomastodon

- Palaeomastodon beadnelli Andrews 1901
- Palaeomastodon minor Andrews 1904
- Palaeomastodon parvus Andrews 1905
- Palaeomastodon wintoni Andrews 1905

## Sources
- (de) Cet article est partiellement ou en totalité issu de l’article de Wikipédia en allemand intitulé « Palaeomastodon » (voir la liste des auteurs).